# Samir Chammam
 (mars 2017).
Samir Chammam est un entraîneur de football tunisien.

## Carrière
- 2008-2010 : East Riffa[1]
- 2012-2013 : Al Muharraq Club[1]
- 2013-2017 : Manama Club[1]
- depuis 2017 : équipe de Bahreïn des moins de 20 ans[1]

## Palmarès
- Vainqueur de la Coupe de Bahreïn en 2013 avec l'Al Muharraq Club